# Антакальнис

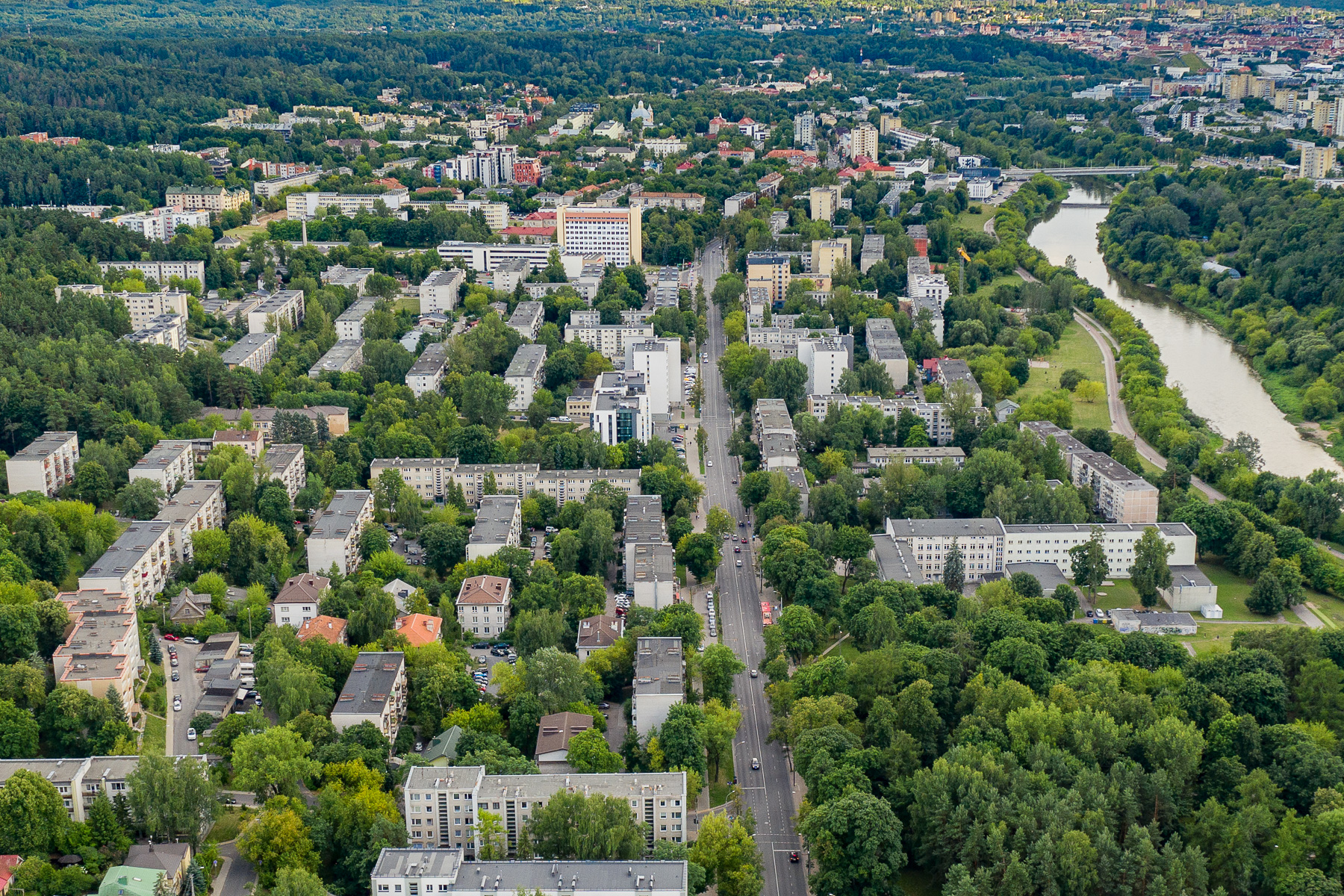

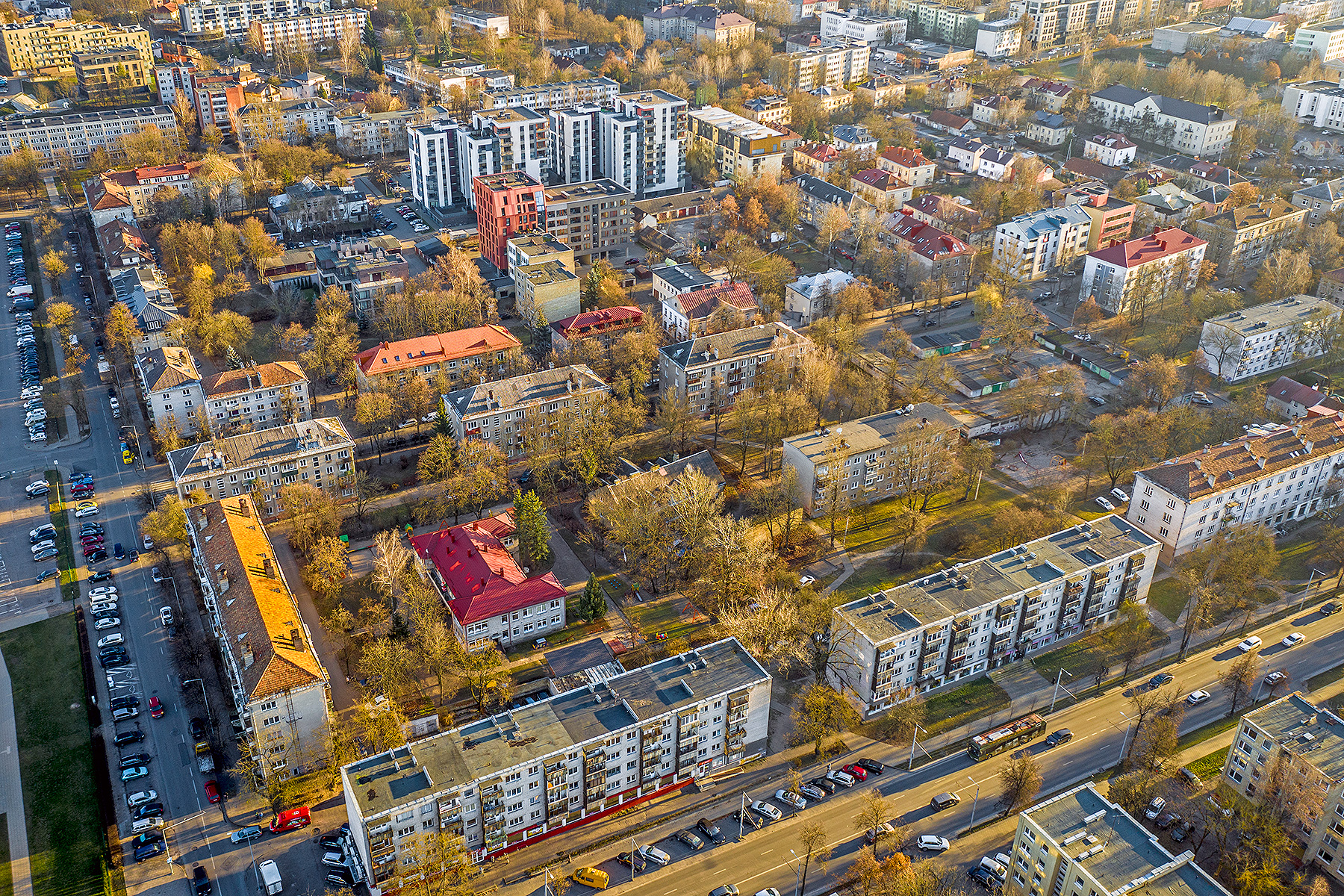

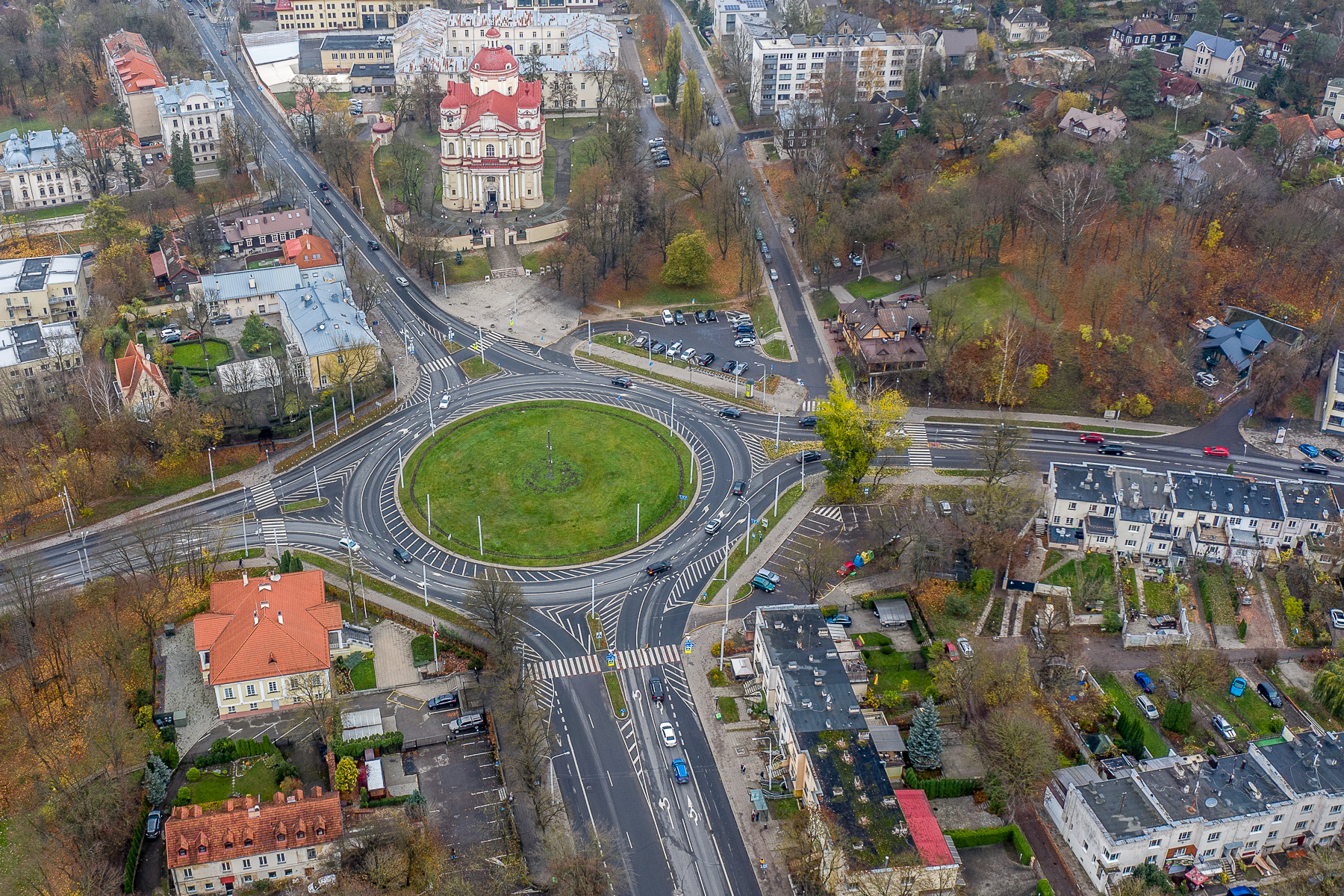

Анта́кальнис (Анто́коль, лит. Antakalnis, пол. Antokol) — один из старейших и самых больших районов Вильнюса. Располагается к северо-востоку от центральной части города вдоль левого берега Вилии (Нярис). На востоке жилой район переходит в сосновые боры Сапежинских гор (Сапегине), на севере — место отдыха Валакупяй (Валакампяй). Территория входит в состав Антакальнисского староства (Антакальнисская сянюния, Antakalnio seniūnija), второго по величине в городе (77, 2 км2, 19, 3% территории Вильнюса).

## Общая характеристика

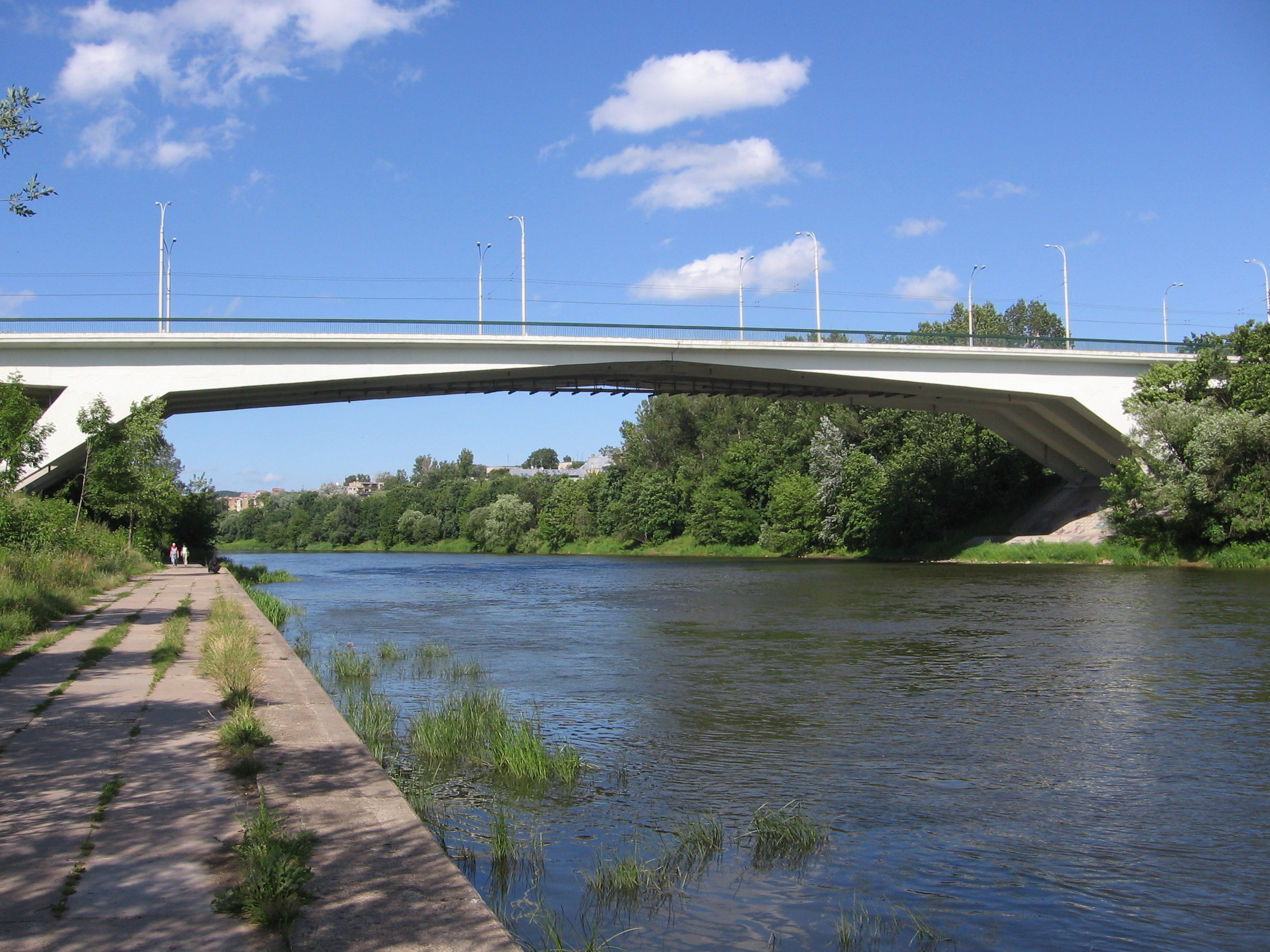
Жирмунский мост

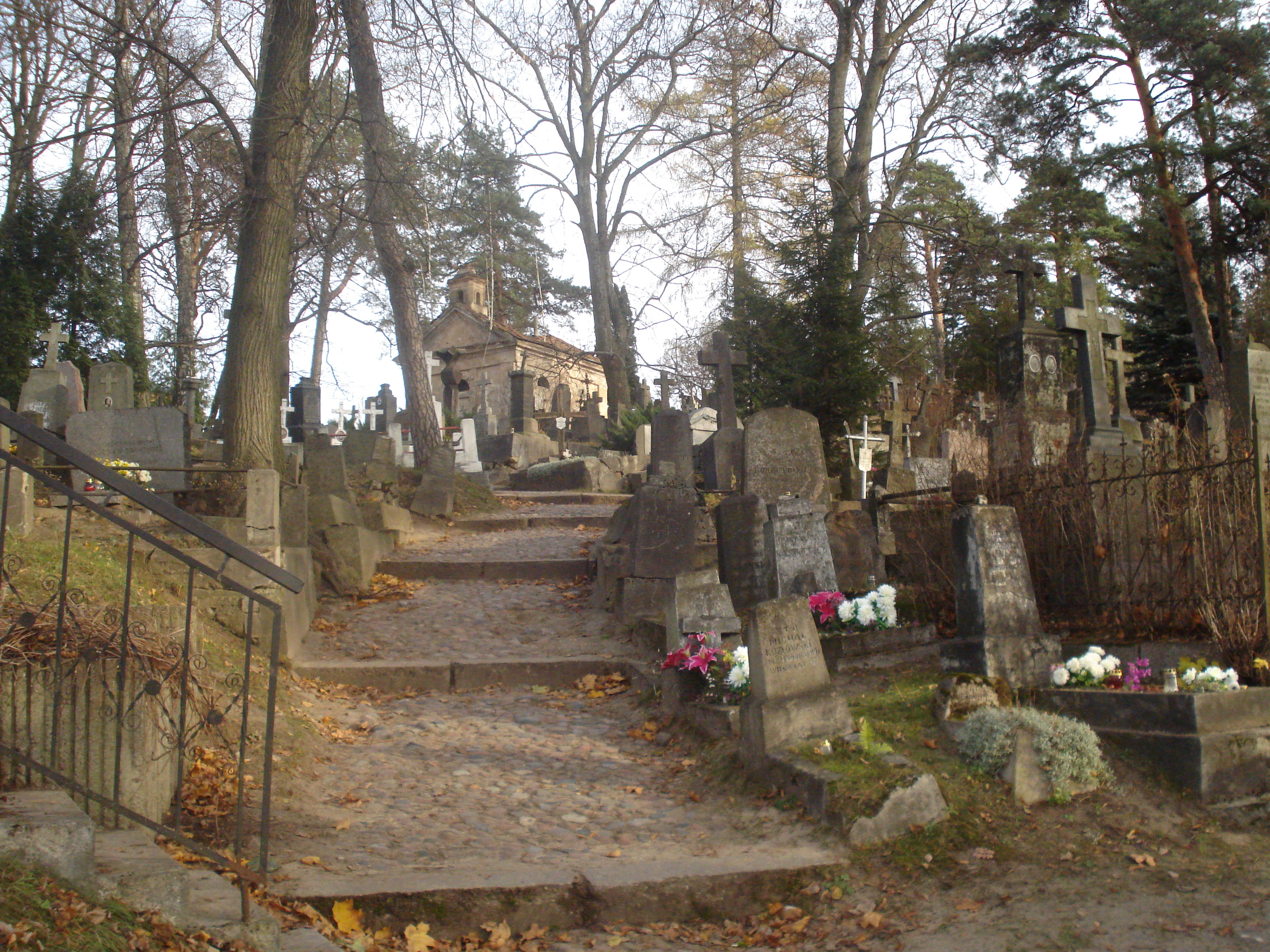
Солнечное кладбище

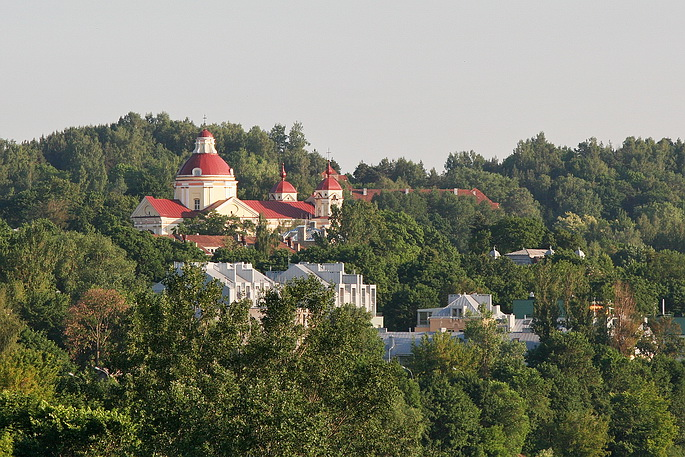
Костёл Петра и Павла среди Антокольских холмов

Сооружённые в 1965 и 1972 годах Жирмунский и Валакампяйский мосты соединяют Антоколь с находящимся на противоположном берегу районом Жирмунай.
На Антоколе (Антакальнисе) расположены Национальная школа искусств имени М. К. Чюрлёниса (в 1994—2001 годах Вильнюсская гимназия искусств имени М. К. Чюрлёниса), дворец Слушков, Институт литовского языка, Институт литовской литературы и фольклора во дворце Вилейшисов, Антакальнисское кладбище, две крупные поликлиники, шесть больниц, Литовская киностудия, корпуса некоторых факультетов (коммуникации, права, физики, экономики) и вычислительный центр Вильнюсского университета, Студенческий городок, Вильнюсский технический университета Гедиминаса, Литовская военная академия, три средних школы, две специальных школы, четыре детских дома, две библиотеки, Вильнюсская биржа, посольства Ватикана, Великобритании (Antakalnio g. 2), Дании, Казахстана, Румынии, Департамент национальных меньшинств и эмиграции при Правительстве Литовской Республики и другие учреждения.
На Антакальнисском кладбище находится мемориал в память о советских воинах. Неподалёку от костёла Святых апостолов Петра и Павла в квартале между улицами М. К. Пацо, Саулес, Милдос и Рудянс находится одно из самых старых, однако ещё действующих кладбищ — бывшее кладбище Святых Петра и Павла, ныне носящее название Саулес («Солнечное», Saulės kapinės). Среди похороненных на этом кладбище несколько известных религиозных деятелей, деятелей искусства и культуры (например, семейство Завадских, в том числе основатель династии виленских издателей и книготорговцев Юзеф Завадский), представителей таких знатных родов, как князья Огинские.
Среди примечательных в архитектурном отношении зданий на Антакальнисе находятся памятники барокко — костёл Святых апостолов Петра и Павла и монастырь латеранских каноников (XVII—XIII века), костёл Спасителя и монастырь тринитариев (конец XVII — начало XIII века), дворец Слушков (XVII век, позднее тюрьма, политехникум, ныне Литовская академия музыки и театра), также образец архитектуры начала XX века — построенный по проекту Августа Клейна ансамбль дворца Пятраса Вилейшиса (1906; ныне Институт литовской литературы и фольклора, Antakalnio g. 6) с необарочными формами.
Современную архитектуру представляют старый комплекс лечебных учреждений (1954; архитектор Лев Казаринский) и новый (1973; архитекторы Эдуардас Хломаускас и Зигмантас Ляндзбергис), поликлиника для взрослых (1983, архитектор З. Ляндзбергис), детская поликлиника (1984, архитектор Р. Масилёните), также Студенческий городок (1968—1989, архитекторы З. Даунора, Р. Дичюс, Ю. Юргялёнис).
По данным переписи населения Литвы 2001 года, население Антакальниса было 39697 человек, национальный состав:
| Национальность | Доля от всего населения | Доля от всего населения |
| -------------- | ----------------------- | ----------------------- |
| Литовцы        | 70,8%                   | 70.8                    |
| Поляки         | 12,7%                   | 12.7                    |
| Русские        | 9,8%                    | 9.8                     |
| Белорусы       | 4,1%                    | 4.1                     |
| Украинцы       | 1,3%                    | 1.3                     |
| Евреи          | 0,5%                    | 0.5                     |
| Татары         | 0,2%                    | 0.2                     |
| Латыши         | 0,1%                    | 0.1                     |
| Армяне         | 0,1%                    | 0.1                     |
| Другие         | 0,6%                    | 0.6                     |
| Не указана     | 2,8%                    | 2.8                     |

## История

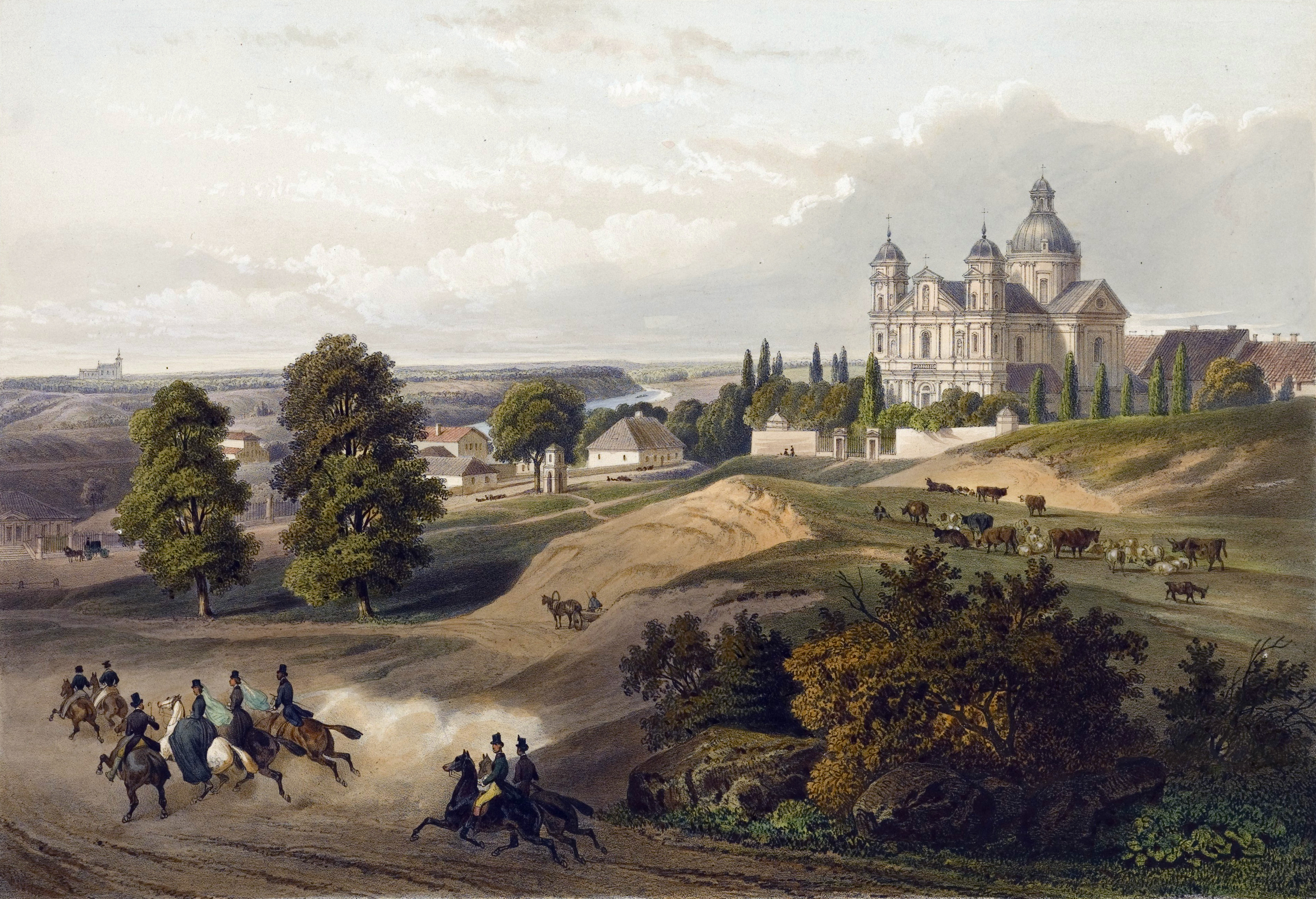
Канут Русецкий. Антоколь (1848)

Следы человеческих поселений в этой местности, обнаруженные археологами, относятся к отдалённым эпохам. Как предместье города Антоколь начал формироваться в XV веке. Предместье начиналось от устья Вильни (Виленки, Вильняле) и простиралось вдоль Вилии до костёла Петра и Павла. Часть Антоколя в XVII—XVIII веках принадлежала вельможным родам — Сапегам, Пацам, Слушкам, Радзивиллам. Магнаты этих семейств строили здесь дворцы, разводили сады и парки.
Построенный (ещё до 1500 года) костёл Святых Петра и Павла перестраивался в 1609—1616 годах; в 1625 году храм был передан латеранским каноникам. В 1668—1684 году Пац на месте прежнего костёла построил новый храм. В 1677—1682 годах был выстроен монастырь (закрыт в 1864 году). До 1940 года перед костёлом проходили ярмарки.

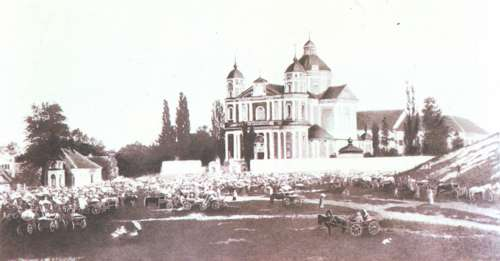
Фото Викентия Слендзинского - Петровская ярмарка в районе Антакальнис, 1892 год

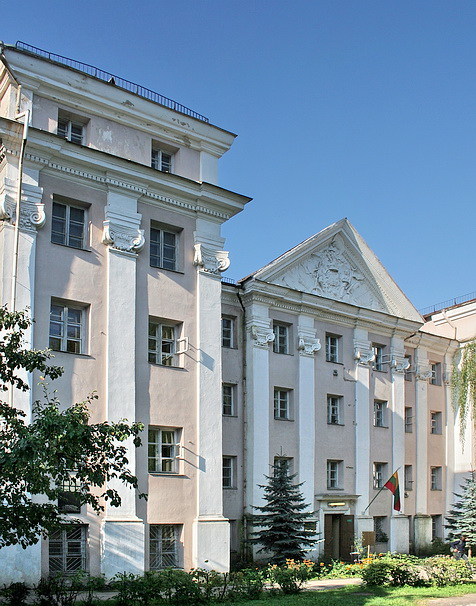
Дворец Слушков

Доминик Михаил Слушко построил для себя дворец на берегу Вилии в 1691—1694 годах по проекту архитектора Джованни Пьетро Перти.. Во дворце Слушков с 15 июля до 1 августа 1705 года останавливался царь Пётр I Великий. Российские власти в начале XIX века устроили во дворце тюрьму для политических преступников (цитадель № 14). Здесь находились в заключении участники восстаний 1831 и 1863 годов.

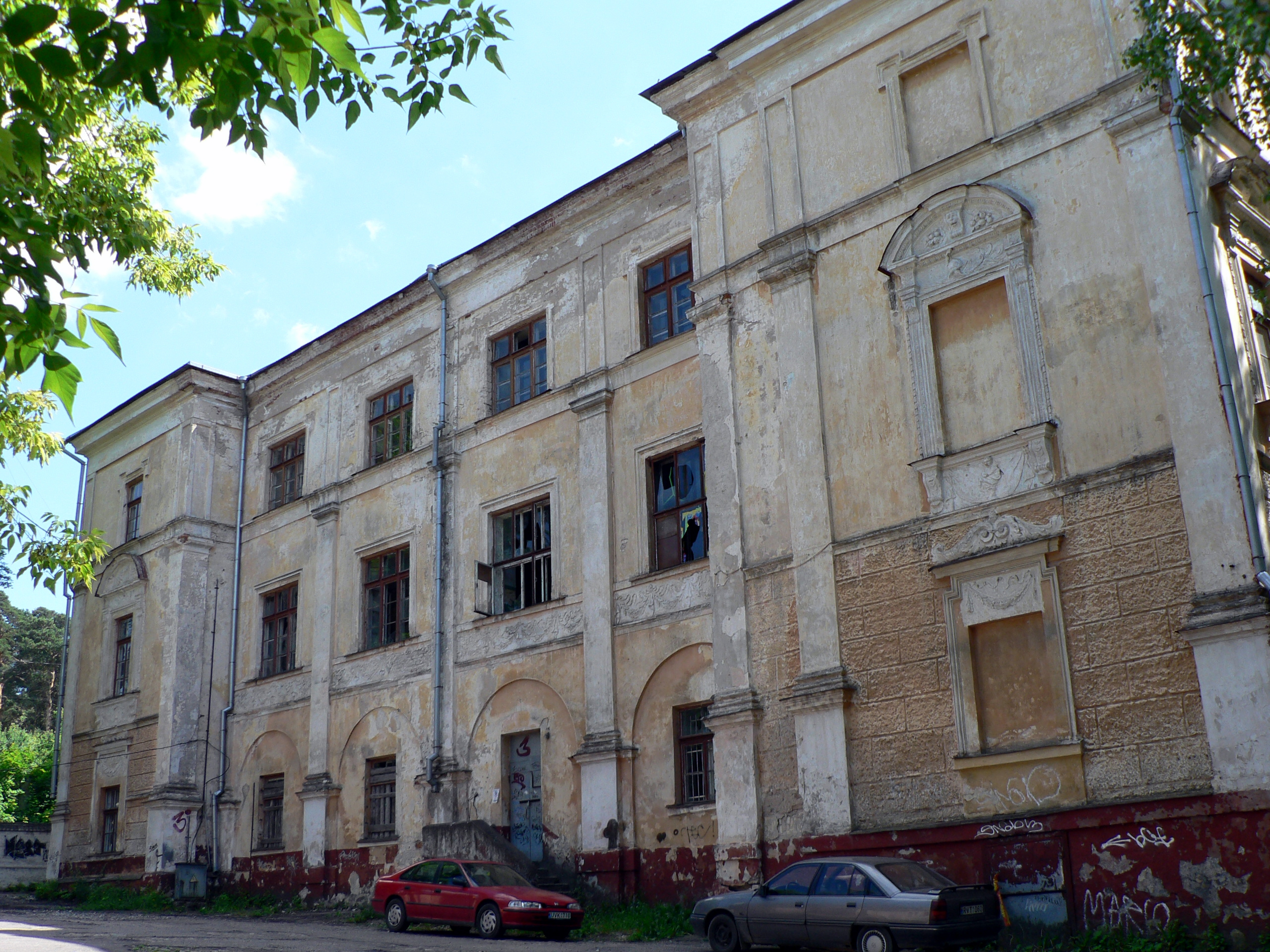
Дворец Сапеги

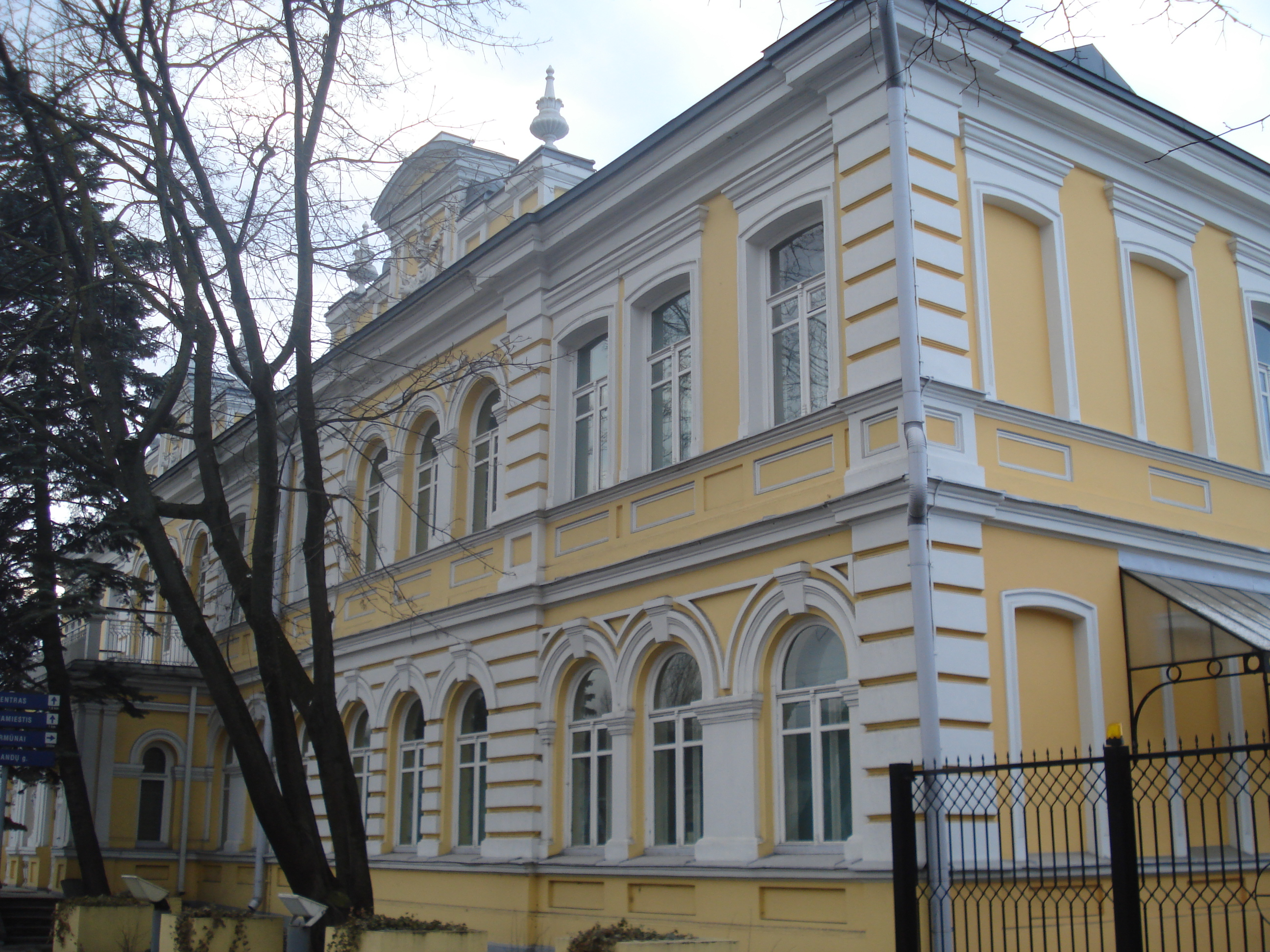
Посольство Великобритании

На месте деревянного дворца Льва Сапеги гетман великий литовский Казимир Ян Сапега построил в 1691—1697 годах дворец в барочном стиле. Автором проекта называют архитектора Джованни Баттиста Фредиани или скульптора и архитектора Пьетро Перти, ранее декорировавшего костёл Святых апостолов Петра и Павла и строивший дворец Слушков. Дворцом владели Сапеги и Коссаковские. В 1809 году в перестроенном дворце был устроен военный госпиталь.
В 1693 году на Антоколе во владениях Казимира Яна Сапеги обосновались монахи тринитарии и при его поддержке выстроили принадлежавший им костёл Спасителя с прилегающим монастырём (1694—1717). В 1864 году костёл был обращён в православную церковь Святого Михаила Архангела, в 1919 году храм был возвращён католикам; в 1940 году костёл был закрыт. Монастырь был закрыт в 1864 году; в нём были устроены казармы. В 1993—1998 году в зданиях монастыря действовала католическая семинария.
В середине XVIII века сформировалась улица Антакальнё. Мещане первоначально избегали селиться на Антоколе, опасаясь попасть в зависимость от магнатов и стать их собственностью. В 1897 году на Антоколе насчитывалось 5700 жителей.
Инженер Пятрас Вилейшис построил дворец по проекту Августа Клейна, в котором в 1907 году была устроена первая литовская художественная выставка. Здесь в 1932—1938 годах действовали Литовское научное общество и литовское общество просвещения «Ритас». В 1941 году здесь обосновался Институт литовского языка и литературы; ныне во дворце Вилейшиса располагается Институт литовской литературы и фольклора.
В 1927 году была построена техническая школа, в советское время политехникум. В 1945 году построен Республиканский научно-исследовательский институт туберкулёза (ныне Республиканская больница туберкулёза и лёгочных заболеваний). В 1948 году основана средняя школа искусств Чюрлёниса, ныне Национальная гимназия искусств имени М. К. Чюрлёниса. В 1953 году построен Строительный техникум, в 1958 — станция переливания крови. В 1957 году основан Институт электрографии. Застройка Антоколя жилыми массивами методами индустриального строительства велась с середины 1950-х годов, особенно интенсивно с 1960 года. В 1964 году были построены павильоны Литовской киностудии, неподалёку на протяжении десятилетий сооружались здания Студенческого городка и университетских учебных корпусов.